# Mngwa
 (juillet 2023).
Si vous disposez d'ouvrages ou d'articles de référence ou si vous connaissez des sites web de qualité traitant du thème abordé ici, merci de compléter l'article en donnant les références utiles à sa vérifiabilité et en les liant à la section « Notes et références ».
Le Mngwa est un animal légendaire qui est surtout connu dans les savanes de Tanzanie. Il est souvent confondu avec l'Ours Nandi, une autre bête de légende qui, lui, a surtout été vu plus au nord, au Kenya. Il est également appelé le nunda.

## Histoire
Mngwa vient du vieux swahili et signifie bête étrange. La première mention de cet animal vient d'un poème du XIIe siècle, dans lequel l'un des protagonistes, Fuma wa Ba-Vriy, y déclare: "Nangia mwituni haliwa na Mngwa", ce qui signifie "Je m'enfonce dans la forêt pour y être mangé par la bête étrange".
Les premiers témoignages de colons blancs prétendant l'avoir aperçu datent des années 1900. En 1922, des Britanniques disent l'avoir affronté dans un village de pêcheurs de Tanzanie où il égorgea plusieurs personnes. Quelques-unes d'entre elles serraient des touffes de poils gris dans leurs mains. En 1938, un autre résident de Tanzanie, William Hichens, confirme dans le journal scientifique Discovery que plusieurs indigènes ont été attaqués par Mngwa.
En 1954, Patrick Bowen, un chasseur, déclare dans son livre La Parade des Animaux avoir suivi les traces d'un Mngwa qui avait enlevé un petit garçon. Ces traces, selon lui, faisaient penser à celles d'un léopard qui atteindrait la taille d'un lion. Il déclare aussi que certaines attaques du XIXe siècle attribuées à l'Ours Nandi auraient été en faites celle d'un Mngwa.

## Description
Le Mngwa est habituellement décrit comme un grand félin plus gros qu'un léopard. Sa caractéristique principale est qu'il aurait une fourrure rayée qui la fait ressembler à celle d'un tigre, bien que ses couleurs semblent beaucoup moins flamboyantes. De loin, d'ailleurs, il semble n'avoir qu'une seule couleur.
Les scientifiques qui croient à l'existence de l'animal pensent qu'il pourrait s'agir d'une nouvelle espèce de félin, très rare, ou encore d'une sous-espèce de léopard plus grande que l'espèce standard.
Le cryptozoologue Bernard Heuvelmans croit de son côté qu'il pourrait s'agir d'une espèce plus grande de chat doré africain (qui possède parfois une fourrure grise mouchetée), ou de spécimens de taille normale que la mythification auraient agrandi.
Une autre hypothèse serait la méprise avec les membres d'une secte animiste, comme celle des Aniotas, qui parfois se déguisent en léopards pour attaquer d'autres hommes.

## Littérature
Dans le roman Mngwa!, publié en 2006, Bob Morane affronte cet animal et l'identifie comme un tigre à dents de sabre. 